# Muellerina myrtifolia

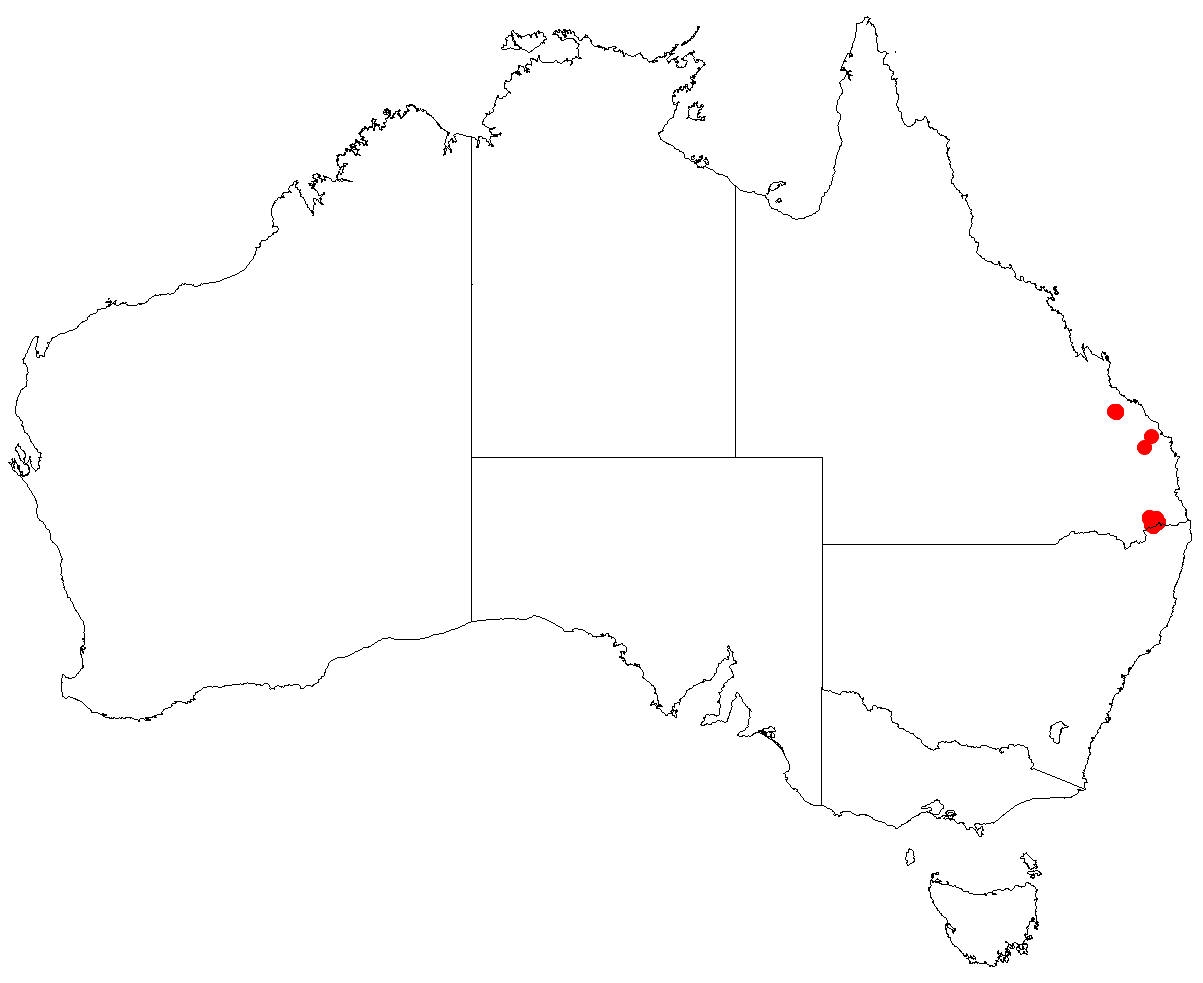
Onde pode encontrar visco-de-folhas-de-murta

Muellerina myrtifolia, nome comum do visco-de-folhas-de-murta, é um arbusto aéreo hemiparasítico da família Loranthaceae. A espécie é endémica de New South Wales e Queensland.

## Ecologia
Os hospedeiros principais sobre os quais M. myrtifolia cresce são as videiras, em particular as espécies Wonga (Pandorea pandorana), Jasminum e Parsonsia. Um inventário de plantas hospedeiras para Muellerina myrtifolia é dado por Downey.
A Muellerina myrtifolia não é conhecida por abrigar quaisquer borboleta.